# 多斯帕洛斯 (加利福尼亚州)
多斯帕洛斯（英語：Dos Palos），是美国加利福尼亚州默塞德县下属的一座城市。建市于1935年5月24日，面积大约为1.35平方英里（3.5平方公里）。根据2010年美国人口普查，该市有人口4,950人。